# حادثه ۲۰۱۸ کلوپ کاراکاس
حادثه ۲۰۱۸ کلوپ کاراکاس صبح شنبه ۱۶ ژوئن در یک کلوپ شبانه در پایتخت ونزوئلا رخ داد. در این محل که تعداد زیادی نوجوان برای جشن پایان سال تحصیلی دور هم جمع شده بودند، بعد از پرتاب یک گاز اشک‌آور و انفجار آن در میان جمعیت، افراد حاضر در کلوپ بر اثر ترس اقدام به فرار کردند که با ازدحام جمعیت ۱۷ نفر از نوجوانان و جوانان بین ۱۶ تا ۲۰ سال زیر دست و پا خفه یا بر اثر خونریزی و له شدن، جان باختند.

## شرح واقعه
در ساعات اولیه بامداد روز شنبه ۱۶ ژوئن ۲۰۱۸ در کاراکاس، پایتخت ونزوئلا، یک گاز اشک‌آور در میان تجمع نزدیک به ۵۰۰ نوجوان که برای جشن پایان سال تحصیلی در کلوپ شبانه لس کوتوروس واقع در محله ال پاراسیو غرب کاراکاس دور هم جمع شده بودند، پرتاب و منفجر شد. بعد از آن جمعیت فرار کرده و هنگام خروج از درب خروجی تعدادی زیر دست و پا خفه شده یا له شده و خونریزی کرده و جان باختند.

## تلفات
در این حادثه ۱۷ نوجوان و جوانان بین ۱۶ تا ۲۰ ساله کشته شدند و ۵ نفر نیز به شدت زخمی شدند که حال یکی از زخمی‌ها وخیم می‌باشد.

## مظنونین
صاحب کلوپ بعلاوه ۶ نفر دیگر که دو نفر از آنها به سن قانونی نرسیده‌اند دستگیرشده‌اند. صاحب کلوپ به دلیل اینکه نتوانسته‌است از ورود سلاح و گاز اشک‌آور به داخل کلوپ جلوگیری کند دستگیرشده‌است.